# Niklas Wallenlind
Per Johan Niklas Wallenlind (ur. 21 listopada 1968 w Göteborgu) – szwedzki lekkoatleta specjalizujący się w biegach płotkarskich, olimpijczyk (1992). 
Na arenie międzynarodowej odniósł następujące sukcesy:
| Rok  | Miejsce    | Zawody                      | Konkurencja                | Pozycja       | Wynik |
| ---- | ---------- | --------------------------- | -------------------------- | ------------- | ----- |
| 1987 | Birmingham | mistrzostwa Europy juniorów | bieg na 400 m przez płotki | złoty medal   | 50,65 |
| 1990 | Split      | mistrzostwa Europy          | bieg na 400 m przez płotki | brązowy medal | 48,52 |
| 1991 | Tokio      | mistrzostwa świata          | bieg na 400 m przez płotki | 8. miejsce    | 50,28 |
| 1992 | Barcelona  | letnie igrzyska olimpijskie | bieg na 400 m przez płotki | 5. miejsce    | 48,63 |

13-krotny złoty medalista mistrzostw Szwecji:
- 7-krotnie na stadionie – bieg na 400 m (1990, 1991, 1992), bieg na 400 m przez płotki (1989, 1993, 1995, 1997)[1],
- 6-krotnie w hali – bieg na 400 m (1989, 1990, 1992, 1993, 1995, 1996)[2].

Rekordy życiowe: 
- stadion

- bieg na 400 m – 46,37 (15 sierpnia 1992, Umeå)
- bieg na 110 m przez płotki – 13,88 (3 czerwca 1993, Borås)
- bieg na 400 m przez płotki – 48,35 (5 sierpnia 1992, Barcelona)

- hala

- bieg na 200 m – 22,59 (23 stycznia 1999, Göteborg)
- bieg na 400 m – 48,32 (6 lutego 1999, Göteborg)